# Deriba-Caldera
Die Deriba-Caldera ist Teil des Jebel Marra, des mit einer Höhe von 3042 m höchsten Berges des Sudan. Der Vulkan liegt in der Region Darfur. Der äußere Krater hat einen Durchmesser zwischen 5 km und 8 km. Der innere Krater besitzt einen Kratersee. Das Marragebirge ist Teil einer geologischen Struktur namens Darfur Dome. Es handelt sich dabei um einen Hotspot im Erdmantel, der die Erdkruste erhitzt und so für einen Auftrieb sorgt. Er ist die Quelle für das Magma der Vulkane der Gegend.
Die Caldera wurde vor ca. 2000 v. Chr. bei einem explosiven Ausbruch des Jebel Marra Vulkans geformt. Der Vulkan gilt als schlafend, ist also nicht tot. In der Gegend befinden sich heiße Quellen und Fumarolen. Die Caldera entstand nach dem Zusammenbruch des durch den Ausbruch entstandenen Hohlraums. Im Inneren der Caldera findet sich ein zweiter wassergefüllter Krater. Da der innere Kraterrand oberhalb des Kraterbodens liegt, kann das Wasser nicht in den inneren Krater laufen, daher hat sich im Nordosten der Caldera ein zweiter See gebildet. Die Seen werden vermutlich sowohl durch die heißen Quellen als auch durch Regenwasser gespeist. Durch die Höhenlage des Jebel Marra herrscht dort ein gemäßigtes Klima mit relativ häufigen Regenfällen.

## Forschungen
Seit der ersten Erkundung durch Hobbs und Gillan im Jahr 1918 (Gillan 1918, Hobbs 1918), wurde Jebel Marra von vielen Geologen, Botanikern und Zoologen besucht. 1964 machte eine Expedition die erste biologische Untersuchung der Bäche und der beiden Deriba-Seen. Die hydrobiologische Bedeutung von Jebel Marra ergibt sich aus der Isolation dieser Gewässer in der Nähe des geographischen Zentrums des afrikanischen Kontinents, verbunden mit den bekannten chemischen Unterschieden zwischen den verschiedenen Flüssen und Seen (Hunting Technical Services, 1958). 
Während der fünfwöchigen Expedition wurden mehrere hundert Proben an verschiedenen Orten gesammelt, darunter Bäche, Wasserfälle, Tümpel, nasse Felsen und die beiden salzhaltigen Kraterseen. Chemische Analysen wurden vor Ort durchgeführt und weitere Bestimmungen wurden an Proben vorgenommen, die zur Universität von Khartum zurückgebracht wurden. Das Team führte auch die erste bathymetrische Vermessung der beiden Seen durch. Bei der bathymetrischen Vermessung der Dariba-Seen wurden ein kalibriertes Echolot und ein aufblasbares Schlauchboot für die Transekte eingesetzt, was den ersten Einsatz eines Bootes in diesen Gewässern darstellt. Insbesondere der größere See erwies sich mit einer maximalen Tiefe von 11,6 Metern als sehr flach, während der kleinere See einzigartige Merkmale aufwies, darunter einen konischen Trichter.
Weitere Untersuchungen, einschließlich Tiefenprüfungen mit verschiedenen Methoden, ergaben Hinweise auf einen erheblichen Anstieg des Wasserspiegels in beiden Seen in relativ kurzer Zeit. Eindeutige Hinweise auf frühere Strandniveaus ließen auf einen abrupten Anstieg schließen, der wahrscheinlich durch große Erdrutsche an den instabilen Innenwänden des Kraters verursacht wurde. Beweise aus abgestorbenen Bäumen und Vergleiche mit historischen Karten und Fotos zeigten, dass sich die Größe und der Pegel des Sees im Laufe der Zeit verändert haben. Die Studie schloss mit der Vermutung, dass der Pegel des großen Sees aufgrund des Zuflusses von Sedimenten stetig ansteigt, was zu seinem endgültigen Verschwinden führen könnte.